# Arnaud Bühler
Arnaud Bühler (Baulmes, Vaud kanton, 1985. január 17. –) svájci labdarúgó, hátvéd.

## Sikerei, díjai
- FC Sion
- Svájci kupagyőztes: 2009, 2011

- Svájc U17
- U17-es labdarúgó-Európa-bajnokság győztes: 2002